# وست هامبتون دونيس (نيويورك)
وست هامبتون دونيس (بالإنجليزية: West Hampton Dunes, New York)‏ هي منطقة سكنية تقع في الولايات المتحدة في مقاطعة سوفولك، نيويورك. يقدر عدد سكانها بـ 55 نسمة ومساحتها 1.1 كم2 وترتفع عن سطح البحر 2 متر.